# Lacul Cernica
Cernica este un lac antropic amenajat pe râul Colentina. Este localizat la o distanță de 14 km E București, în arealul comunei Cernica. 
Pe malul lacului se află localitățile: Cernica și Căldăraru, iar pe mai multe ostroave, legate atât între ele, cât și de uscat, Mănăstirea Cernica.

## Calitatea apei
În urma analizelor apei efectuate de Administrația Națională Apele Române (A.N.A.R.) și a Administrația Lacuri, Parcuri și Agrement București (A.L.P.A.B.), s-au constatat următoarele:

Lacul Cernica I înregistrează valoarea maximă a pH-ului de 8,6 depășind ușor limita de 8,5. Amoniul, nitriții și nitrații nu depășesc limitele maxime admise, dar metalele grele depășesc frecvent, cadmiul ajunge la valori de 11 ori mai mari decât maxima admisă, plumbul de aproape două ori, iar zincul nu depășește limita maximă de 1000μg/l, cuprul depășește și el sporadnic limita de 100 μg/l. Și în lacul Cernica fosforul se găsește în concentrații ridicate, ajungând la valoarea de 3,27mg/l. Poate cum era de așteptat se constată și aici prezența streptococilor fecali, a bacteriilor coliforme fecale și a E. coli.

Lacul Cernica II este ultimul lac din salba de lacuri a râului Colentina; în acest lac pH-ul înregistrează izolat valoarea de 9, dar în restul timpului efectuării analizelor se încadrează în limitele normale. Atât amoniul cât și metalele  grele se întâlnesc în concentrații normale, nedepășind valorile maxime admise prin Ordinul161/2006.